# Tour de Hong Kong Shanghai
El Tour de Hong Kong Shanghai (conegut també com a Cepa Tour) era una cursa ciclista professional per etapes xinesa, que es disputava entre Hong Kong i Shanghai, menys la primera edició que es disputà de manera inversa. Va formar part de l'UCI Àsia Tour.

## Palmarès
| Any  | Vencedor              | Segon         | Tercer         |
| ---- | --------------------- | ------------- | -------------- |
| 2006 | Geert Steurs          | Lex Nederlof  | Kouki Shinbo   |
| 2007 | James Meadley         | Kai Tsun Lam  | Chris Willemse |
| 2008 | Christoff Van Heerden | Bradeley Hall | Kin San Wu     |